# Abe Vigoda (band)

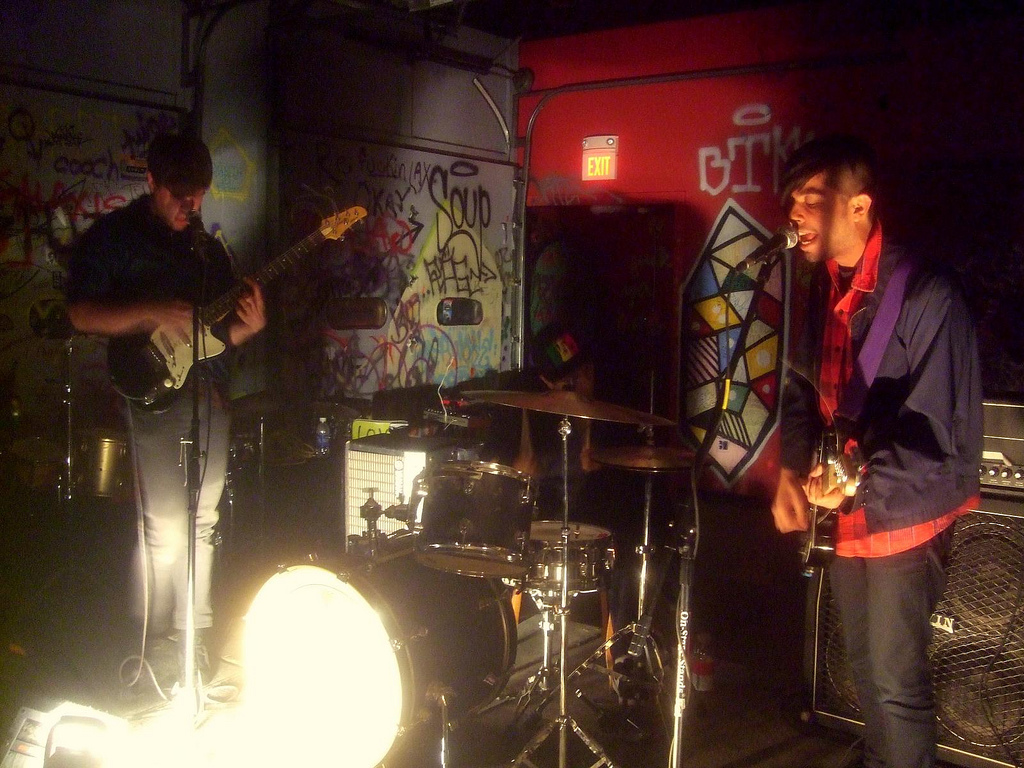
Abe Vigoda

Abe Vigoda is een Amerikaanse noise rock-band uit Los Angeles. De band is verbonden met de zogenoemde 'Smell scene', waaruit ook bands als Liars, HEALTH, Nite Jewel, No Age voortkwamen.
Abe Vigoda trad in 2008 op op het Motel Mozaique Festival, alsmede ATP.

## Stijl
Muzikaal laat de band zich vergelijken met andere tribal bands als Liars, Animal Collective, These Are Powers, Ponytail.

## Discografie

### Albums
- Sky Route/Star Roof (2006)
- Kid City (2007)
- Skeleton (2008)

### Ep's
- Reviver (2009)

### 7" vinyl
- Abe Vigoda / Child Pornography (2006)

### DVD
- Live at the Smell